# Burg Aschhausen
Die Burg Aschhausen ist ein alter Herrensitz im Schöntaler Ortsteil Aschhausen im Hohenlohekreis in Baden-Württemberg. Die Erbauer der Burg, die Herren von Aschhausen, starben im 17. Jahrhundert aus. Die Anlage war danach im Besitz der Äbte und des Konvents des Klosters Schöntal. Nach dessen Aufhebung besitzt es seit 1803 die Familie von Zeppelin, die die zur Anlage gehörende Landwirtschaft seit den 1950er Jahren selbst betreibt und in einem Teil der Anlage ein Museum mit Exponaten aus dem Familienschatz eingerichtet hat. Das Schloss dient heute im Wesentlichen als Veranstaltungsort.

## Beschreibung
Die heutige Schlossanlage südlich des Erlenbachs und der Ortschaft Aschhausen hat einen etwa rechteckigen Grundriss, wobei die verschiedenen Gebäude einen gemeinsamen Innenhof umschließen. Der Zugang zur Anlage befindet sich auf der Nordseite, wo das langgestreckte alte Schlossgebäude mit zwei Türmen gleichzeitig das Torhaus zum Innenhof bildet. Im Osten der Anlage befinden sich mit dem Bergfried, dem Speicher und einem Rundturm die ältesten Teile der Anlage, die über eine Brücke vom Innenhof aus zu erreichen sind. Die Südseite des jüngeren Teils ist mit dem Gebäude der Gutsverwaltung („Leutewohnung“) und der Brennerei bebaut, nach Westen hin schließt ein Wirtschaftsgebäudekomplex den Innenhof ab. In der Nordwestecke zwischen Wirtschaftsgebäuden und altem Schlossgebäude befindet sich der jüngste Bauteil, der Schlossanbau von 1912/14, der den Besitzern auch als Wohnhaus dient. Nach Westen schloss sich ein kleiner Schlosspark an, der einst der Blumen- und Gemüsezucht diente, später im Wesentlichen nur noch Rasenflächen umfasste und heute ein Schwimmbecken enthält.

## Geschichte

### Frühe Geschichte
Bereits 1165 wurde ein „Theoderich de Askehusen“ erwähnt. Ältester Teil des Schlosses ist der Bergfried, der im 13./14. Jahrhundert errichtet wurde. Seit 1315 war das Schloss Mainzer Lehen.

### Zerstörung 1523

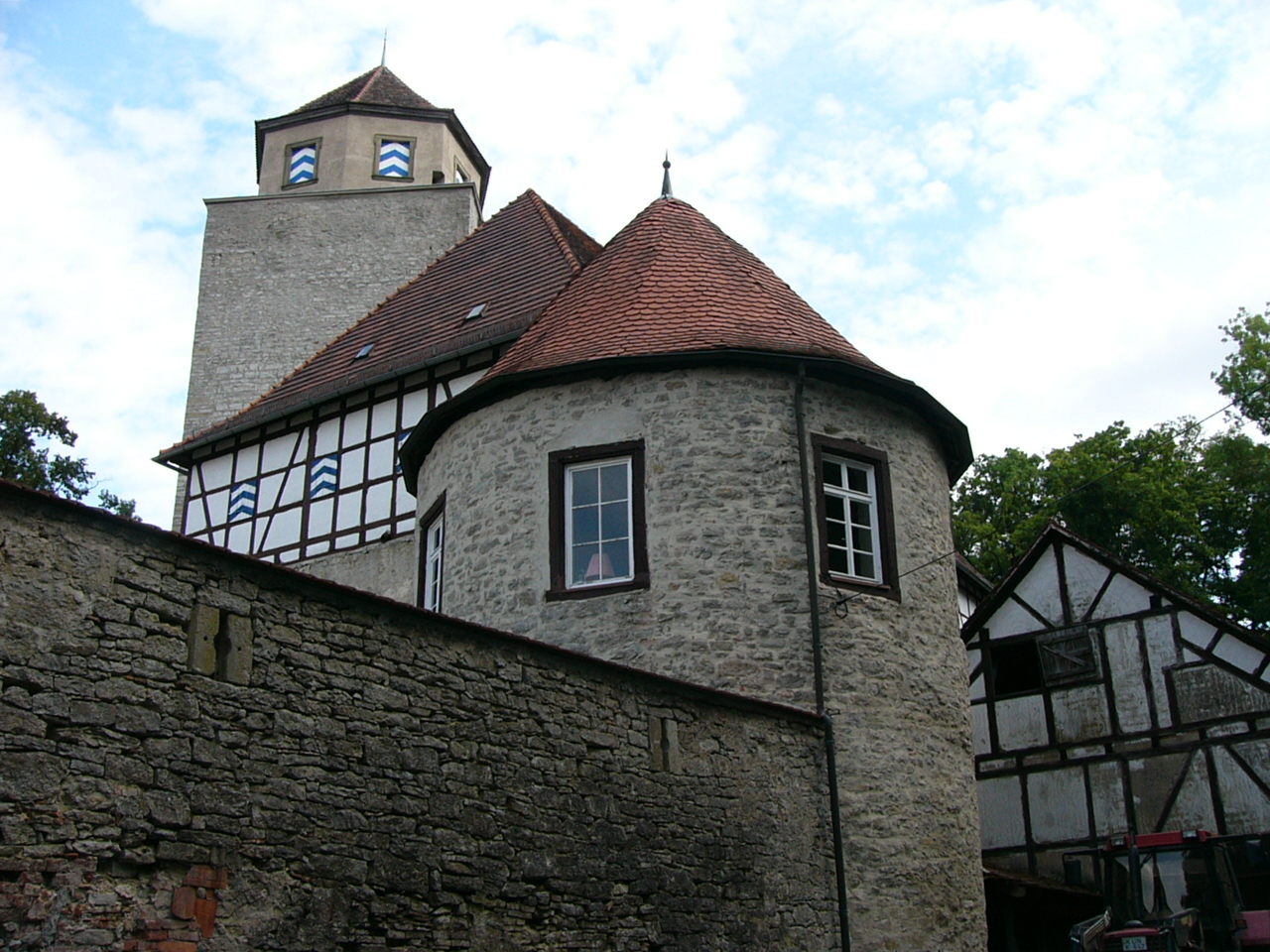
Älterer Teil der heutigen Anlage

In der ersten Hälfte des 16. Jahrhunderts unterstützte Hans Georg von Aschhausen den Raubritter Hans Thomas von Absberg, der Kaufleute aus Reichsstädten in Franken und Schwaben auf ihren Handelsreisen entführte und hohes Lösegeld für ihre Freilassung kassierte. Hans Georg von Aschhausen erhoffte sich dadurch, seine schwindenden Reichtümer wieder ein wenig aufzustocken. 1523 sandte der Schwäbische Bund jedoch seine Truppen unter Georg Truchsess von Waldburg aus, um insgesamt 23 „Raubnester“ dem Erdboden gleichzumachen. Die Truppen des Bundes aus 10.000 Fußsoldaten und 1000 Reitern führten 100 Kanonen und 30 Büchsen mit 900 Zentnern Schwarzpulver als Bewaffnung mit sich. Am 14. Juni erreichten sie die Burg Aschhausen und sprengten sie.

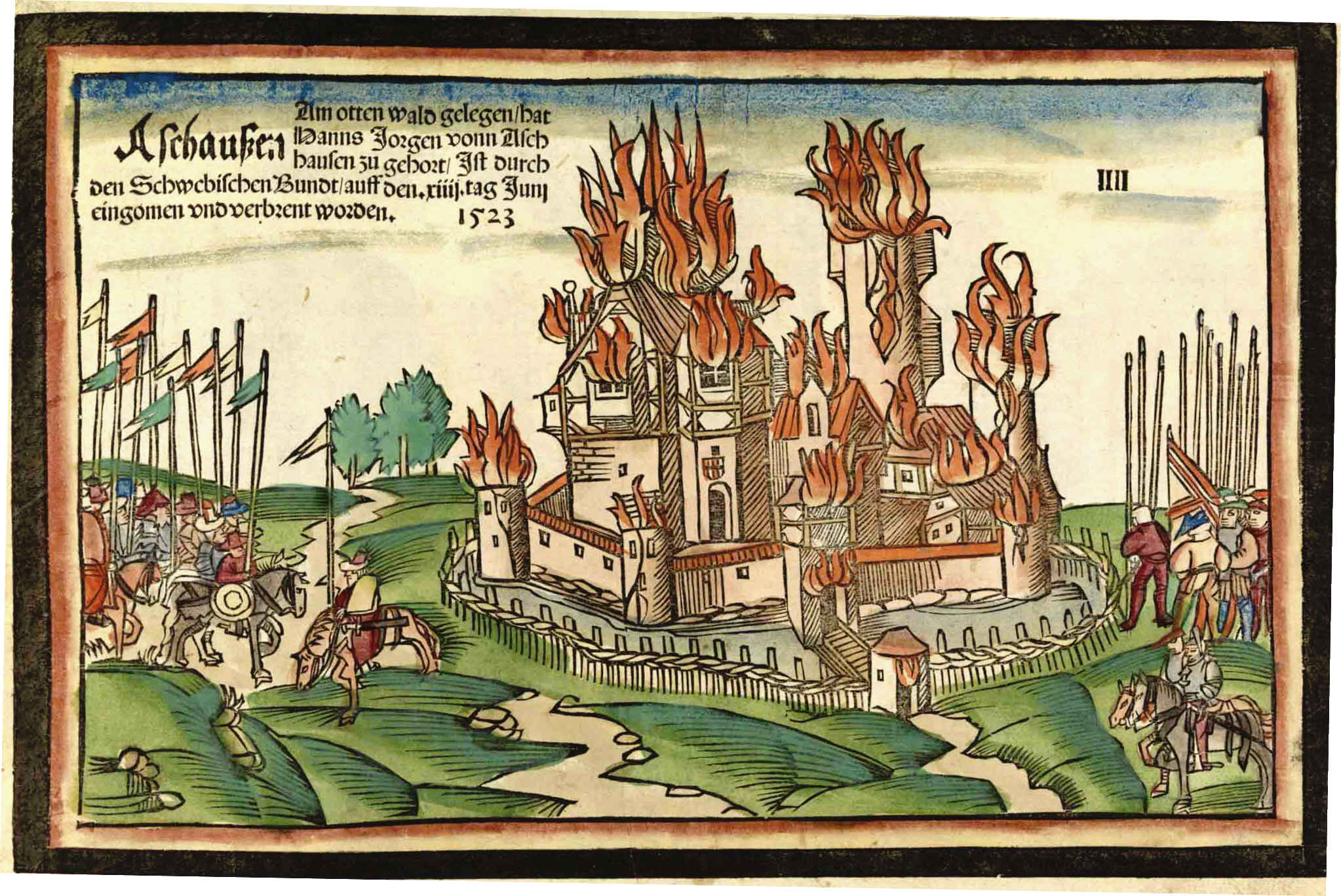
Die Zerstörung der Burg 1523

Ein Holzschnitt von 1523 von Hans Wandereisen zeigt die Zerstörung der Burg Aschhausen. Man sieht die brennende Burganlage. Einer äußeren Umfassung folgt eine innere Mauer, durchsetzt mit Wehrtürmen. Dahinter befinden sich mehrere Gebäude und zwei größere Türme. Kleinere Gebäude und obere Stockwerke sind aus Fachwerk. Am Hauptgebäude ist ein Wappen über dem Türstock und einem vorgezogenen Eingangsbereich zu sehen. Rechts und links im Bild sind Teile der Truppen des Schwäbischen Bundes zu erkennen.

### Wiederaufbau im 16. Jahrhundert
Der Wiederaufbau der Burg unter der Witwe und den Söhnen des Hans Georg von Aschhausen nahm mehrere Jahrzehnte in Anspruch, verschiedene Inschriften künden von den Bautätigkeiten im weiteren Verlauf des 16. Jahrhunderts. 1537 wurde im Süden des Bergfrieds ein Rundturm errichtet, 1568 hat man den Bergfried umgebaut. 1579 kam unterhalb des ursprünglichen Burgbezirks ein Neubau hinzu. Die Herren von Aschhausen stellten mit dem Bamberger und Würzburger Fürstbischof Johann Gottfried von Aschhausen (1575–1622) ihren ranghöchsten Repräsentanten. Die Familie starb wenig später mit dem gleichnamigen Johann Gottfried von Aschhausen (1628–1657), der mit Maria Magdalena Zobel verheiratet war, aus. Danach fiel das Lehen in Aschhausen an Kurmainz zurück.

### Besitz der Äbte von Schöntal
Abt und Konvent des Klosters Schöntal erwarben 1671 das Aschhauser Lehen und den Aschhauser Allodialbesitz. Unter den kunstsinnigen Äbten Christoph Haan, Benedikt Knittel und Angelus Münch erhielt das Schloss im frühen 18. Jahrhundert im Wesentlichen seine heutige Gestalt mit den zwei Türmen und dem langgestreckten Hauptbau. Münchs Wappen ziert noch die Durchfahrt zum Schlosshof. Auf die Zeit des Schöntaler Besitzes geht auch die Einrichtung einer Schlosskapelle zurück, die 1748 durch Weihbischof von Gebsattel geweiht wurde. Das Schloss teilte das Geschick des Klosters Schöntal, das im frühen 19. Jahrhundert an Württemberg überging. Der letzte Schöntaler Abt, Maurus Schreiner, durfte nach der Aufhebung des Klosters Schöntal seinen Wohnsitz in Aschhausen nehmen und verstarb dort 1811.

### Besitz der Grafen von Zeppelin
Herzog Friedrich II. gab das Schloss 1803 als Lehen an Johann Friedrich Karl Graf von Zeppelin (1789–1836), den Sohn des jung verstorbenen Oberhofmeisters Johann Karl Graf von Zeppelin (1767–1801), mit dem ein Zweig der Familie aus Mecklenburg nach Württemberg gekommen war und sich am württembergischen Hof verdient gemacht hatte. Seine Nachfahren besitzen die Anlage bis heute. Zum Besitz zählte auch die Schlossmühle von Aschhausen, die 1960 verkauft wurde. Ab 1894 wurde dort Strom erzeugt und am 16. November 1894 hatte Aschhausen als erstes Dorf elektrisches Licht.
1912–1914 wurde unter Graf Johann Friedrich Alexander Fürchtegott von Zeppelin der Wohnflügel im Westen nach einem Entwurf des Architekten Ernst Haiger errichtet. Der Rundturm von 1537 brannte 1945 ab und wurde bald darauf wieder aufgerichtet.
In den 1950er Jahren durchlief die Anlage einen Wandel. Während die Grafen von Zeppelin die Landwirtschaft des Anwesens zuvor stets an Pächter vergeben hatten, begann Graf Ludolf von Zeppelin 1958 mit der Eigenbewirtschaftung des Betriebs. 1953 machte die Familie von Zeppelin außerdem Teile ihres Familienschatzes, darunter eine wertvolle Münz- und Ofenkachelsammlung, eine Jagdwaffensammlung und viele Trophäen, der Öffentlichkeit in einem innerhalb der Schlossanlage eingerichteten Museum zugänglich.
Die Gesamtgröße des Betriebs umfasste in den 1960er Jahren 248 Hektar, von denen 114 Hektar Ackerland und 128 Hektar Wald waren. Die Betriebsflächen lagen in Höhen von 230 bis 260 Metern über dem Meeresspiegel, die Böden waren überwiegend aus Muschelkalk oder Lehm. Die Landwirtschaft des Schlosses umfasste den Anbau von Getreide (Weizen, Gerste, Hafer), Zuckerrüben, Körnermais und Raps. Der Mais wurde nur teilweise als Futter für die Tierhaltung angebaut und zum Teil für die landwirtschaftliche Verschlussbrennerei benötigt. Auf einigen Hektar Ackerland widmete man sich auch der Grassamenvermehrung. An Tierhaltung gab es traditionell Schweinemast mit 120 Mastschweinen und Rindermast mit 120 Mastbullen im Jahr 1967. Ab 1963 kam auch die Putenmast hinzu. 1967 gab es einen Bestand von 900 Mastputen. Die zuvor betriebene Haltung von Milchkühen gab man 1967/68 auf und bezog danach die auf dem Hof benötigte Milch von Milchbauern aus dem Dorf. 1967/68 hatte der Betrieb zehn feste Beschäftigte für Haus- und Viehwirtschaft, dazu drei Lehrlinge und neun Aushilfskräfte.
In den 1960er Jahren veranstaltete der Schlossherr gelegentlich Treibjagden, außerdem diente das Schloss auch als Quartier während der Herbstmanöver der Bundeswehr. Die Tierhaltung wurde in späteren Jahren aufgegeben. Die Automatisierung in der Landwirtschaft hat dazu geführt, dass zur Bewirtschaftung der landwirtschaftlichen Flächen neben dem Schlossherrn Johann Graf von Zeppelin kaum mehr Arbeitskräfte benötigt werden. Die im Schloss freigewordenen Wirtschaftsräume wurden überwiegend für Festlichkeiten umgebaut. Der auf das 16. Jahrhundert zurückreichende Getreidespeicher dient heute als Festsaal für bis zu 200 Personen mit zugehörigem Küchen- und Sanitärtrakt in den angrenzenden Gebäuden. Im alten Schloss wurde ein Konzert- und Seminarraum für ca. 60 Personen eingerichtet, auch die Schlosskapelle aus dem 17. Jahrhundert und der Malzkeller können für Veranstaltungen genutzt werden.